# Safranin T
Safranin T (arab. zafaran, Gelbsein), systematische Bezeichnung nach Colour Index C.I. Basic Red 2, ist ein Derivat des Phenazins. Es ist ein kationischer Farbstoff aus der Reihe der Safranine, mit Färbungen zwischen rot und violett.

## Gewinnung und Darstellung
Der Farbstoff Safranin T wird synthetisch aus einer Mischung von o-Toluidin, Anilin mit Salzsäure und Natriumnitrit hergestellt.

## Verwendung
Safranin T wird zu Färbezwecken in der Mikroskopie sowie als Färbemittel für Leder verwendet. In der chemischen Analytik wird es auch als pH- und Redoxindikator verwendet. Die oxidierte Form ist hierbei rot, die reduzierte Form ist farblos. Safranin T kann auch zur Gram-Färbung von Bakterien verwendet werden. Weiterhin findet es mit Astrablau in der Doppelfärbung von Pflanzenzellen Verwendung, wobei es verholzte Zellwände rot färbt, während unverholzte Zellwände durch Astrablau blau gefärbt werden. Safranin T wird auch bei der Chromaffinfärbung von Epithelzellen der Darmschleimhaut eingesetzt. Mauvein ist ein analoger Farbstoff.